# アイム・トライン・トゥ・ゲット・ホーム
『アイム・トライン・トゥ・ゲット・ホーム』（I'm Tryin' to Get Home）は、アメリカ合衆国のジャズ・トランペット奏者、ドナルド・バードが1964年に録音・1965年に発表したスタジオ・アルバム。

## 解説
『ア・ニュー・パースペクティヴ』（1963年録音・1964年発表）、『アップ・ウィズ・ドナルド・バード』（1964年録音・1965年発表）に引き続きコーラス隊を迎えた作品で、『ア・ニュー・パースペクティヴ』でも音楽監督を務めたコールリッジ・パーキンソンが、指揮を担当した。6曲中3曲を提供したデューク・ピアソンは、本作の方向性に関して「根源的に、ドナルドの基礎となっている音楽性による作品だ。そしてドナルドと同様、本作の音楽も、ソウルのスタイルに限定されているわけでも、無理やりアヴァンギャルドを追求したわけでもない」とコメントしている。なお、基本的には黒人霊歌からの影響が強いアルバムだが、ピアソンが提供した曲のうち「マーチ・チルドレン」は、宗教的な意味はなく「行進曲のような効果のあるメロディを持つブルース」と説明されている。
スコット・ヤナウはオールミュージックにおいて5点満点中2点を付け「興味深い瞬間も多々あるとはいえ、『ア・ニュー・パースペクティヴ』ほどの高みには達していない」と評している。

## 収録曲
特記なき楽曲はドナルド・バード作。
1. ブラザー・アイザック - "Brother Isaac" - 4:55
2. ノア - "Noah" (Duke Pearson) - 6:59
3. アイム・トライン・トゥ・ゲット・ホーム - "I'm Tryin' to Get Home" - 7:02
4. アイヴ・ロングド・アンド・サーチト・フォー・マイ・マザー - "I've Longed and Searched for My Mother" - 8:35
5. マーチ・チルドレン - "March Children" (D. Pearson) - 7:17
6. パーリー・ゲイツ - "Pearly Gates" (D. Pearson) - 2:33

## 参加ミュージシャン
- ドナルド・バード - トランペット、フリューゲルホルン
- スタンリー・タレンタイン - テナー・サクソフォーン
- グラント・グリーン - ギター
- ハービー・ハンコック - ピアノ
- フレディ・ローチ - オルガン
- ボブ・クランショウ（英語版） - ベース
- グラディ・テイト - ドラムス
- コールリッジ・パーキンソン（英語版） - 指揮

ブラス・セクション
- アーニー・ロイヤル、スヌーキー・ヤング、ジミー・オーウェンズ、クラーク・テリー、ジョセフ・フェランテ - トランペット
- J・J・ジョンソン、ジミー・クリーブランド、ヘンリー・コッカー、ベニー・パウエル - トロンボーン
- ジム・バフィントン、ボブ・ノーザーン - フレンチ・ホルン
- ドン・バターフィールド - チューバ

その他、名前は記載されていないが8人のボーカリストが参加した。